# Постукай в мої двері в Москві
Постукай в мої двері в Москві (рос. Постучись в мою дверь в Москве) — російський мелодраматичний серіал Всеволода Аравіна та Кароліни Кубринської, адаптація турецького серіалу «Постукай в мої двері».
Цифрова прем'єра серіалу відбулася 12 лютого 2024 року в онлайн-кінотеатрах PREMIER та Okko. Нові серії розміщуються щотижня з понеділка до четверга. Телевізійна прем'єра відбудеться пізніше, на каналі ТНТ.

## Сюжет
Російська версія серіалу зберегла концепцію турецької історії про флористку та бізнесмена, які змушені зображати пару, але в адаптації були розширені лінії другорядних персонажів.
Саша навчалася в університеті як ландшафтний дизайнер, але втратила місце через відкликання іменної стипендії. Вона вирішила помститися керівнику компанії, яка оплачувала навчання, молодому архітектору Сергію, який нещодавно розлучився з дівчиною. Але їхня зустріч перетворюється на низку курйозних ситуацій, в результаті яких Саша і Сергій домовляються два місяці зображувати закохану пару, щоб Сергій зміг повернути свою колишню дівчину, а Саша повернулася до університету.

## Актори і ролі

### В головних ролях
| Актор               | Роль                             |
| ------------------- | -------------------------------- |
| Ліана Гриба         | Саша Гордєєва студентка, флорист |
| Микита Волков       | Сергій Градський бізнесмен       |
| Кароліна Койцан     | Кіра                             |
| Влад Соколовський   | Олег друг Сергія                 |
| Олександра Тулінова | Свєта подруга Саші               |
| Катерина Шумакова   | Рита подруга Саші                |
| Юлія Сєріна         | Люся подруга Саші                |
| Максим Бєлбородов   | Обухов колишній друг Сергія      |
| Ілля Антоненко      | Філіпп                           |
| Антоніна Паперна    | Аліна                            |
| Анна Невська        | Ніна тітка Саші                  |
| Микола Пінський     | Петро                            |
| Катерина Волкова    | Жанна Градська                   |
| Ігор Жижикін        | Андрій Градський                 |

### В ролях
| Актор               | Роль            |
| ------------------- | --------------- |
| Джулія Аммаді       | Ліля            |
| Ельдар Трамов       | Едік            |
| Марина Кравець      | Лана співачка   |
| Лео Канделакі       | менеджер Лани   |
| Саша Стоун          | Віталік         |
| Костянтин Білошапка | Руслан          |
| Марія Миронова      | Тетяна Полякова |

## Епізоди
| Сезон | Сезон | Серії           | Період трансляції          |
| ----- | ----- | --------------- | -------------------------- |
|       | 1     | 1-60 (60 серій) | 12 лютого — 23 травня 2024 |

### Сезон 1
| № серія | Опис серії | Прем'єра   |
| ------- | --- | ---------- |
| 1       | Саша змушена працювати в квітковому магазині своєї тітки після того, як втратила стипендію і вилетіла з університету. Дівчина переконана, що в усьому винен Сергій Градський, директор компанії Стілард. Вона вирішує помститися йому і висловити все, що вона думає про нього. Сергій дізнається, що його колишня дівчина Аліна збирається одружитися.      | 12.02.2024 |
| 2       | Саша та Сергій, прикуті один до одного наручниками, вирушають на зустріч з важливим контрагентом. Сергій мріє якнайшвидше позбутися дівчини і просить її поводитися скромно під час переговорів, але Саша робить це по-своєму. | 13.02.2024 |
| 3       | Мати Сергія тисне на нього, щоб він знову зійшовся з Аліною, але чоловіка турбує лише бізнес. Він вирушає на заручини Аліни та Філіпа, але несподівано знову стикається з Сашею. Щоб змусити Аліну ревнувати, Сергій представляє Сашу своєю нареченою. | 14.02.2024 |
| 4       | Поцілунок Градського з таємничою незнайомкою викликає фурор у ЗМІ, тільки його колеги повинні проводити прес-конференцію замість боса. Тим не менш, ексцентрична витівка перетворюється на удачу для бізнесу, і Сергій отримує довгоочікуваний контракт. Він просить Сашу продовжувати грати з ним, а натомість обіцяє посаду у своєму архітектурному бюро.  | 15.02.2024 |
| 5       | Удома у Сергія Саша знайомиться зі своїм «нареченим» ближче. Він відкривається для неї зовсім з іншого боку, але зустріч з його мамою затьмарює вечір Сашина. Сергій і Саша вже стають парою, і Сергій оголошує команді, що Саша тепер буде його особистим асистентом.                                                                                       | 19.02.2024 |
| 6       | Саша намагається навчити Градського радіти життю, але він наполегливо не піддається її чарівності, а потім Аліна з нареченим з'являється в ресторані. На роботі теж є лише неприємності, оскільки Обухов відводить проект від компанії. Саша робить свою пропозицію, і несподівано Сергій підтримує її.                                                      | 20.02.2024 |
| 7       | Наближається заручини в будинку Градських, але Сергій вимагає від співробітників Стіларда провести презентацію макета прямо на заході. Сергій дізнається, що Саша знайома з Обуховим, і починає підозрювати її в нечесності. Він збожеволіє, і Аліна вирішує скористатися моментом.                                                                          | 21.02.2024 |
| 8       | Сергій знаходить Сашу, яка плаче, і вибачається перед нею. Жанна вмовляє Аліну залишитися в будинку Сергія на ніч, але він ніколи не з'являється. Саша їде до будинку Градських, щоб забрати квіткові горщики Ніни, і стикається з Аліною. Тепер вона впевнена, що Сергій помирився з колишньою.                                                             | 22.02.2024 |
| 9       | Ніна дізнається від Жанни Іванівни, що Саша та Сергій з'їжджаються. Вона не розуміє, чому завжди чесна з нею племінниця приховує так багато. Сашу сама ця новина застає зненацька, але Сергій не може дізнатися подробиці. Тим часом Градський намагається знайти подвійного агента в компанії.                                                              | 26.02.2024 |
| 10      | Сергій розповідає Олегу, як йому вдалося вивести фінансового директора на чисту воду. Виснаження Саша втрачає свідомість, і Сергій викликає лікаря. Сашини подруги впевнені, що Сергій зраджує Саші з Аліною, і вони вирішують попередити її. Аліна придумує, як знову викликати ревнощі в Сергії.                                                           | 27.02.2024 |
| 11      | Саша сподівається, що заняття з плавання зблизять її з Сергієм, але він просто наймає для неї тренера. Тоді дівчина йде на хитрість, щоб привернути увагу Градського. Сергій вирішує з'ясувати, які хлопці подобаються Саші, і вона пропонує спробувати йому менше дратуватися через дрібниці. У будинку Градських всі готуються до новосілля молодих людей. | 28.02.2024 |
| 12      | Саші вдається намалювати ескіз, який влаштовує Сергія. Піддавшись почуттям, вона обіймає хлопця, але він холодно реагує. Саша намагається залучити його до повсякденного життя, хоча розуміє, що вони з різних світів. Жанна підглядає за сином з «нареченою» і починає переживати, що вони можуть по-справжньому закохатися один в одного.                  | 29.02.2024 |
| 13      | Аліна приходить до будинку Сергія і вирішує, що Саша давно з'їхала з Градським. Дівчину це дратує, і тоді вона оголошує, що Філіп стає акціонером холдингу. Пізніше Аліна знаходить договір про заручини і негайно показує його всім гостям. | 04.03.2024 |
| 14      | Сергій пояснює Саші, чому він покликав її на зустріч з клієнтами, і просить допомогти укласти угоду. Саша розуміє, що почала закохуватися в Сергія, і намагається ініціювати романтичну розмову, але у неї нічого не виходить. | 05.03.2024 |
| 15      | Саша несподівано знаходить спільну мову з Інгою, і ввечері вони вирушають на вечерю з Градським і Вітровим. Подружжя мириться, і Стілард отримує вигідний проект. Вирішивши відсвяткувати успіх у номері, Саша та Сергій розмовляють по душі. | 06.03.2024 |
| 16      | Публікація в ЗМІ угоди про заручини Саші та Сергія викликає публічний скандал. Кіра та Аліна тиснуть на Сашу, змушуючи прикрити Стіларда і взяти на себе всю провину. Сергій вимагає від Аліни з'ясувати, хто злив договір з пресою. | 07.03.2024 |
| 17      | Таємно від Градського Саша збирає команду, щоб розпочати роботу над проектом, але Сергій не схвалює його. Жанна продовжує тиснути на Сашу і вимагає, щоб вона звільнилася з компанії. Дівчина не має наміру здаватися просто так і вирішує йти напролом. | 11.03.2024 |
| 18      | Саша зустрічається з помічником співачки і хитро вмовляє його подивитися на об'єкт віддалено, а Градський активно бере участь у проекті і навіть сам допомагає працювати. Він розуміє, що почав прив'язуватися до Саші. | 12.03.2024 |
| 19      | Жахлива співачка оглядає будинок, який готувала команда Стілард, і постійно фліртує з Градським. Зірка висловлює свої прискіпливості, і Саша, не стримуючись, перечитає їй у відповідь. Тепер весь проект під загрозою зриву. | 13.03.2024 |
| 20      | Саша не знає, як поводитися в патентному бюро, але не може здатися, адже вся команда розраховує на неї. Тоді Саша викликає на допомогу свою привабливу подругу Риту. Сергій готується відсвяткувати свій день народження і дуже сподівається на увагу Саші, але дівчина вирішує дистанціюватися від чоловіка.                                                | 14.03.2024 |
| 21      | Сергій та Аліна зустрічаються в ресторані, але романтична вечеря йде не так, як планувалося. Сергій доручає Саші перший великий проект — дизайн гольф-клубу для важливого клієнта, а Едік нагадує Люсі, що вона обіцяла звести його з Ритою. | 18.03.2024 |
| 22      | Тарас Обухов телефонує підряднику і придумує, як підставити Градського: він просить запустити люстри проекту Стілард для масового продажу. Коли Сергій дізнається про це, він звинувачує Сашу перед усіма колегами, і вони сильно лаються. | 19.03.2024 |
| 23      | Петро відмовляється відвозити речі Сашини і пропонує Сергію розібратися в конфлікті самостійно. Саша теж хоче розірвати стосунки і відправляється до Градського, щоб повернути йому кільце. Тим часом Ліля та Едік намагаються придумати, як довести невинність дівчини та повернути її до компанії.                                                         | 20.03.2024 |
| 24      | Градський приїжджає в офіс, і Ліля ховає Сашу у своєму кабінеті. Аліні вдається підкупити журналістку, і вона не розповідає, хто насправді злив угоду Сергія та Саші до преси. Філіп продовжує ревнувати Аліну, і вони знову сваряться. | 21.03.2024 |
| 25      | Аліна приїжджає до Сергія і відверто фліртує з ним, не підозрюючи, що її спостерігають її наречений і Саша. Засмучений Філіп зізнається Саші, що він злив договір про заручини, і обіцяє розповісти все Градському. Тим часом Рита та Люся намагаються викрити Тараса.                                                                                       | 25.03.2024 |
| 26      | Тарас тисне на Люсю і намагається викликати у неї почуття провини, але Ріті і Світлані вдається спростувати брехню чоловіка і отримати потрібну інформацію для Градського. Натхнений Сергій намагається помиритися з Сашею, але дівчина непохитна. Тоді він вирішує авантюру.                                                                                | 26.03.2024 |
| 27      | Ніна не може додзвонитися до Саші і просить її подруг приєднатися до пошуку. Саша трохи заспокоюється, але все ще ображається на Сергія, який відмовляється визнати свою провину. Аліна намагається налагодити стосунки з Філіпом. | 27.03.2024 |
| 28      | Сергій намагається допомогти мамі подолати свій страх, але у нього нічого не виходить. Саша вирішує переїхати до Туреччини і почати нове життя, а Аліна пише їй похвальну рекомендацію, щоб дівчина точно пішла. | 28.03.2024 |
| 29      | Саша нервує перед співбесідою, але на зустріч у кафе приходить Сергій Градський і робить їй нову пропозицію. Жанна вирішує, що її чоловік точно зраджує їй, і виставляє всі його речі з дому. | 01.04.2024 |
| 30      | Саша впевнена, що Аліна і Філіп скоро одружаться і контракт з Градським закінчиться, тому вирішує виконати всі умови договору. По офісу лунають чутки про майбутнє весілля Сергія, і Жанна організовує примірку суконь для Саші та Аліни. | 02.04.2024 |
| 31      | Жанна вирішує повністю змінити стиль Саші і підібрати для неї нові речі. Сергій вичитує дівчину за запізнення, і вони відправляються в холдинг на засідання ради директорів. | 03.04.2024 |
| 32      | На дачі Аліна та Сергій згадують своє спільне дитинство, коли Саша та Філіп ревно спостерігають за ними. Аліна починає сумніватися у своїх стосунках і думає дати Сергію другий шанс. Кіра та Олег відправляються на побачення, але до них несподівано приєднується Світлана.                                                                                | 04.04.2024 |
| 33      | Жанна вигадує хитрий план, щоб повернути Андрія додому, але Мотя серйозно починає фліртувати з жінкою. Сергій привозить Сашу до красивого будинку, який стане наступним проектом Стілларда, і просить її висловити свої думки щодо дизайну. Але дівчина більше дбає про те, чи повернеться він до Аліни.                                                     | 08.04.2024 |
| 34      | Вранці Сергій розуміє, що захворів, і не їде на роботу. Жанна дзвонить Аліні і просить її підтримати Сергія, а Петро, у свою чергу, дзвонить Саші. В результаті обидві дівчини зустрічаються на порозі будинку Сергія. | 09.04.2024 |
| 35      | Саша викликає Аліну на розмову і пропонує їй взяти на себе ініціативу у її відносинах з Сергієм. Саша готується до переїзду до Туреччини та проводить прощальний вечір з подругами. Сергій розуміє, що не може відпустити дівчат. | 10.04.2024 |
| 36      | Саша не наважується зізнатися тітці та подругам, що залишилася через Сергія. Вона обманює їх і каже, що може піти лише через два місяці. Аліна повертається до Філіпа додому. | 11.04.2024 |
| 37      | Ніна турбується про свою племінницю і їде до Стілларда, щоб з'ясувати, що відбувається між Сашею та Сергієм. Аліна повідомляє Сергію, що збирається піти з компанії. Сергій вмовляє дівчину залишитися, але вона рішуче налаштована. | 15.04.2024 |
| 38      | Кіра дізнається, що Світлана допомагала Олегу завоювати прихильність дівчини. Сергій вмовляє Аліну зустрітися з ним і каже, що не хоче її втрачати. Аліна тане і зізнається йому в коханні, що Філіп випадково чує. | 16.04.2024 |
| 39      | У день весілля Філіп несподівано кидає Аліну біля вівтаря, і вона тікає з РАЦС. Саша пропонує Сергію знайти наречену, яка втекла, але Градський не готовий розлучитися з дівчиною. Саша зізнається подругам, що тепер вона насправді зустрічається з Сергієм.                                                                                                | 17.04.2024 |
| 40      | Сергій повідомляє співробітникам, що тепер замінює батька. Аліна повертається на роботу в холдинг, а Жанна розповідає Ніні, що Саша і Сергій зустрічаються. Саша ревнує Сергія до Аліни і ділиться з ним своїми переживаннями. | 18.04.2024 |
| 41      | Саша та Сергій розповідають близьким, що вони люблять один одного і не планують розлучатися. Жанна та Ніна незадоволені цим і придумують план, як розлучити пару. | 22.04.2024 |
| 42      | Андрій повідомляє Жанні, що більше не може приховувати від Сергія історію з батьками Саші. Філіп скаржиться Світлані на життя, але вона більше не готова співпереживати з хлопцем. Сергій і Саша нарешті залишаються наодинці і забувають про все на світі.                                                                                                  | 23.04.2024 |
| 43      | | 24.04.2024 |
| 44      | | 25.04.2024 |
| 45      | | 29.04.2024 |
| 46      | | 20.04.2024 |
| 47      | | 01.05.2024 |
| 48      | | 02.05.2024 |
| 49      | | 06.05.2024 |
| 50      | | 07.05.2024 |
| 51      | | 08.05.2024 |
| 52      | | 09.05.2024 |
| 53      | | 13.05.2024 |
| 54      | | 14.05.2024 |
| 55      | | 15.05.2024 |
| 56      | | 16.05.2024 |
| 57      | | 20.05.2024 |
| 58      | | 21.05.2024 |
| 59      | | 22.05.2024 |
| 60      | | 23.05.2024 |

## Виробництво
Серіал знято кінокомпанією «Медіаслово» у партнерстві з холдингом «Газпром-Медіа» та онлайн-кінотеатром Okko.
Зйомки розпочалися у травні 2023 року в Москві. У серіалі буде 60 серій. Закінчення роботи заплановано на березень 2024 року, вже у момент трансляції перших серій серіалу.
2 лютого 2024 вийшов трейлер серіалу.

## Саундтрек
- Natan, Stazzy «Постучись в мою дверь в Москве»[5]
- Влад Соколовський[ru] «Постучись в мою дверь»[6]

## Реакція
Трейлер зустріли критикою з боку фанатів оригінального серіалу.
Сам серіал отримав змішані оцінки російських кінокритиків.